# بلير بوير
بلير بوير هو مستشار سياسي ومحامي وسياسي أسترالي، ولد في 30 مارس 1981. نشط حزبياً في حزب العمال الأسترالي (فرع جنوب أستراليا) ‏. في 2018 South Australian state election ‏، انتخب عضو المجلس النيابي لجنوب أستراليا ‏ عن دائرة Electoral district of Wright ‏ وقد انضم خلال فترته النيابية ‏ (17 مارس 2018 – ) للكتلة البرلمانية حزب العمال الأسترالي (فرع جنوب أستراليا) ‏.